# Привокзальний провулок (Одеса)
Привокзальний провулок — вулиця в Одесі. Перебуває у Приморському районі між Пантелеймоновською вулицею та Привокзальною площею.

## Історія
Свою колишню назву (Судовий) провулок отримав через розташування між тогочасними будівлями судових установ та Олександрівською дільницею поліції.
Сучасну назву отримав через наближеність до залізничного вокзалу Одеса-Головна.

## Пам'ятки
Колишня торговельна школа громади взаємодопомоги прикажчиків (осавулів) міста Одеси (1903, Нестурх Ф. П.), нині — Корпус № 3 Одеського національного економічного університету.